# ذي الكمين (بعدان)

تعديل مصدري - تعديل

ذي الكمين محلة تابعة لقرية عثد، التابعة لعزلة ضابي بمديرية بعدان إحدى مديريات محافظة إب في الجمهورية اليمنية، بلغ تعداد سكانها 74 حسب تعداد اليمن لعام 2004.